# Салеем, Хинер
Хинер Салеем (Хинер Салим; 9 марта 1964, Акра, Ирак) — курдский кинорежиссёр. В 1981 году, спасаясь от режима Саддама Хуссейна, бежал из Ирака в Италию. Позже переехал во Францию, где живёт до сих пор. Снял шесть фильмов и написал автобиографическую повесть «Ружье моего отца», переведённую на несколько языков.

## Фильмография
- 1997 — Да здравствует новобрачная… и освобождение Курдистана / Vive la mariee… et la liberation du Kurdistan /
- 1999 — Перевозчики снов / Passeurs de reves /
- 2001 — Абсолютное одиночество / Absolitude / (для телеканала «Arte»)
- 2003 — Водка Лимон / Vodka Lemon /
- 2005 — Нулевой километр / Kilomètre zéro /
- 2007 — Крыши Парижа / Sous les toits de Paris /
- 2009 — После падения / Après la chute /
- 2011 — Если ты умрёшь, я тебя убью / Si tu meurs, je te tue /
- 2013 — Мой милый Пепперленд / My Sweet Pepper Land /